# Frank Jæger
Frank Jæger (ur. 19 czerwca 1926 we Frederiksbergu, zm. 4 lutego 1977 w Helsingør) – pisarz duński.
Należał do artystów skupionych wokół pisma „Heretica”, dążących do odnowy poezji duńskiej poprzez poszukiwanie rozwiązań kwestii egzystencjalnych w sferze estetyki. W twórczości podejmował m.in. tematykę dotyczącą zagrożeń więzi człowieka z przyrodą. Był autorem zbiorów wierszy oraz opowiadań. Polski przekład jego wybranych utworów w zbiorze Trzy opowiadania (1982, ISBN 83-210-0304-4) oraz antologiach Anegdoty losu (1976) i Buty są ważne (1976).